# Fåglums distrikt
Fåglums distrikt är ett distrikt i Essunga kommun och Västra Götalands län. 
Distriktet ligger söder om Nossebro. 

## Tidigare administrativ tillhörighet
Distriktet inrättades 2016 och utgörs av socknen Fåglum i Essunga kommun
Området motsvarar den omfattning Fåglums församling hade vid årsskiftet 1999/2000.